# Noriko
 (juin 2025).
 (mai 2020).
Si vous disposez d'ouvrages ou d'articles de référence ou si vous connaissez des sites web de qualité traitant du thème abordé ici, merci de compléter l'article en donnant les références utiles à sa vérifiabilité et en les liant à la section « Notes et références ».
Noriko (のりこ, ノリコ) est un prénom japonais féminin.

## Possibilités d'écriture
- 徳子 : enfant de la bienveillance
- 法子 : enfant de la méthode, loi
- 則子 : enfant de la règle (loi)
- 紀子 : enfant chronique
- 教子 : apprendre aux enfants
- 範子 : enfant modèle
- 典子 : enfant de la règle (loi), précédent, cérémonie
- 規子 : enfant du standard, de la mesure
- 憲子 : enfant de la constitution
- 稔子 : enfant qui récolte la sagesse et la connaissance

## Célébrités portant le prénom
- Noriko Arai, coureuse japonaise en fauteuil roulant
- Noriko H. Arai (1962-), logicienne mathématique et chercheuse en intelligence artificielle japonaise
- Noriko Asano (浅野 典子, 1955-), nageuse japonaise
- Noriko Awaya (淡谷 のり子, 1907-1999), chanteuse japonaise
- Noriko Hidaka (日高 のり子), seiyū (doubleuse) japonaise
- Noriko Higashide (東出典子), actrice japonaise
- Noriko Kajiwara (梶原 紀子), nageuse paralympique japonaise
- Noriko Katō (加藤 紀子, 1973-), chanteuse et actrice japonaise
- Noriko Kijima (木嶋のりこ), actrice japonaise et gravure model
- Noriko Kosai (香西 式子, 1955-), tireuse sportive japonaise
- Noriko Kubo (久保 紀子, 1972-), escrimeuse japonaise
- Noriko Matsueda (松枝 賀子), créatrice japonaise de jeux vidéo
- Noriko Mitose (みとせのりこ), chanteuse japonaise
- Noriko Miyashita (宮下 典子), seiyū japonaise
- Noriko Mizoguchi (溝口 紀子), seiyū japonaise
- Noriko Mochizuki (望月 のり子, 1967-), gymnaste japonaise
- Noriko Munekata (宗像 記子, 1974-), judokate japonaise
- Noriko Nakagoshi (中越典子), actrice japonaise
- Noriko Namiki (並木のり子), seiyū japonaise
- Noriko Ohara (小原 乃梨子), seiyū japonaise
- Noriko Ogawa (chanteuse) (小川範子), actrice et chanteuse japonaise
- Noriko Ogawa (pianiste) (小川典子), pianiste japonaise
- Noriko Sakai (酒井 法子), chanteuse et actrice japonaise
- Noriko Sasaki (佐々木 倫子, 1961-), mangaka japonaise
- Noriko Shitaya (下屋 則子), seiyū japonaise
- Noriko Suzuki (すずき 紀子), seiyū japonaise
- Tujiko Noriko (née Noriko Tsujiko, 辻子紀子), musicienne japonaise
- Noriko Tatsumi (辰巳典子), actrice japonaise de film roses
- Noriko Watanabe (渡辺 典子), actrice japonaise
- Noriko Yamamoto (山本 憲子, 1944-), nageuse japonaise
- Noriko Yamanaka (山中 教子), joueuse de tennis de table
- Noriko Senge (千家典子, 1988-), ancienne princesse de la famille impériale japonaise

## Personnages de fiction portant le prénom
- Noriko Ashida qui porte également le nom de code Surge de New X-Men
- Noriko Hirayama, un personnage du film de Yasujirō Ozu, Tokyo Story (la belle-fille)
- Noriko Kawada, un personnage de Digimon
- Noriko Kinoshita, un personnage de Juvenile
- Noriko Nakagawa, un personnage principal du livre et du film Battle Royale
- Noriko Nijo, un personnage de Maria-sama ga Miteru
- Noriko d'Usagi Yojimbo, le méchant de l'arc Trésor de la Mère des Montagnes
- Noriko Shimabara, personnage titulaire du film Noriko's Dinner Table
- Noriko Takaya, un personnage de Gunbuster
- Noriko Ukai, un personnage de Gravitation
- Noriko Ono, une des filles du personnage principal dans An Artist of the Floating World
- Noriko Noshimuri, un personnage de Hawaii Five-0 (série télé, 2010)